# Rhodostrophia linguata
Rhodostrophia linguata là một loài bướm đêm trong họ Geometridae.